# Bulbophyllum plumosum
Bulbophyllum plumosum är en orkidéart som först beskrevs av João Barbosa Rodrigues, och fick sitt nu gällande namn av Célestin Alfred Cogniaux. Bulbophyllum plumosum ingår i släktet Bulbophyllum och familjen orkidéer. Inga underarter finns listade i Catalogue of Life.

## Bildgalleri

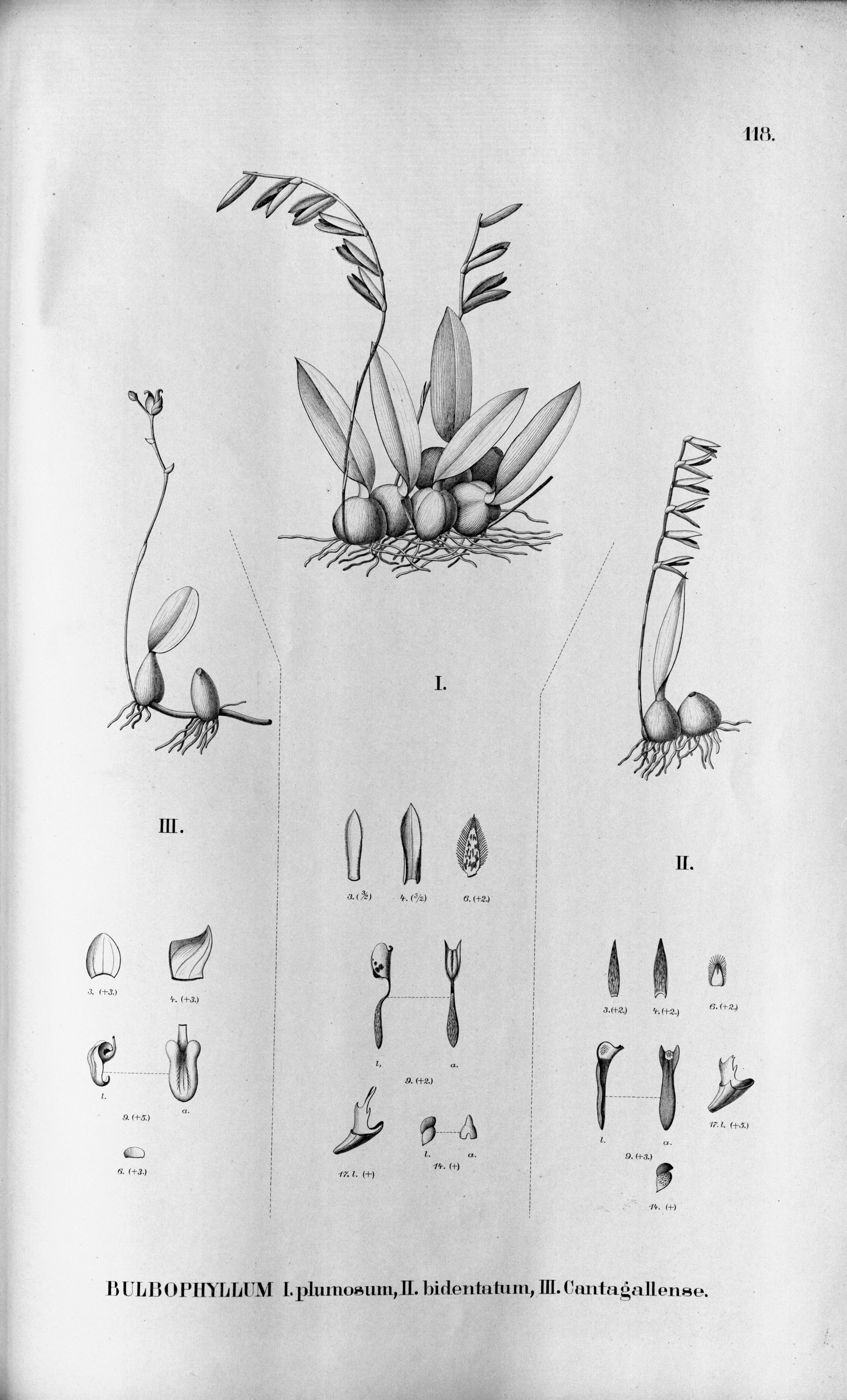